# Katarina Fontaine
Katarina Eleonora Fontaine, född Engberg 14 september 1897 i Bollnäs, död 12 juli 1970 i Hammarby församling i Upplands Väsby kommun, var en svensk konstnär. Fontaine studerade vid olika privata målarskolor i Stockholm. Hennes konst består av finstämda landskapsmålningar med motiv från Stockholmstrakten och havsbandet. 